# Alburnus nasreddini
Espèce
Statut de conservation UICN

 CR B1ab(i,ii,iii,iv,v) : 
En danger critique

Alburnus nasreddini (Eber bleak ou Central Anatolian Bleak en anglais) est un poisson d'eau douce de la famille des Cyprinidae.

## Répartition
Alburnus nasreddini est endémique de Turquie où cette espèce se rencontrait dans les lacs d'Eber et d'Akşehir ainsi que dans les cours d'eau s'y jetant. Toutefois désormais cette espèce n'est connue que dans un seul cours d'eau se jetant dans le lac d'Akşehir et sur une dizaine de kilomètres seulement. Elle est considérée comme en danger critique d'extinction.

## Description
La taille maximale connue pour Alburnus nasreddini est de 98 mm.

## Publication originale
- Battalgil, 1944 (1943) : Türkiye'de yeni tatlı su balιklarι. Nouveau poissons des eaux douces de la Turquie. Revue de la Faculté des Sciences de l'Université d'Instanbul, sér. B - Sciences Naturelles, vol. 9, n. 2 p. 126-133[4].